# Dawid Wildstein
Dawid Wildstein (ur. 19 sierpnia 1983 w Paryżu) – polski dziennikarz, publicysta.

## Życiorys

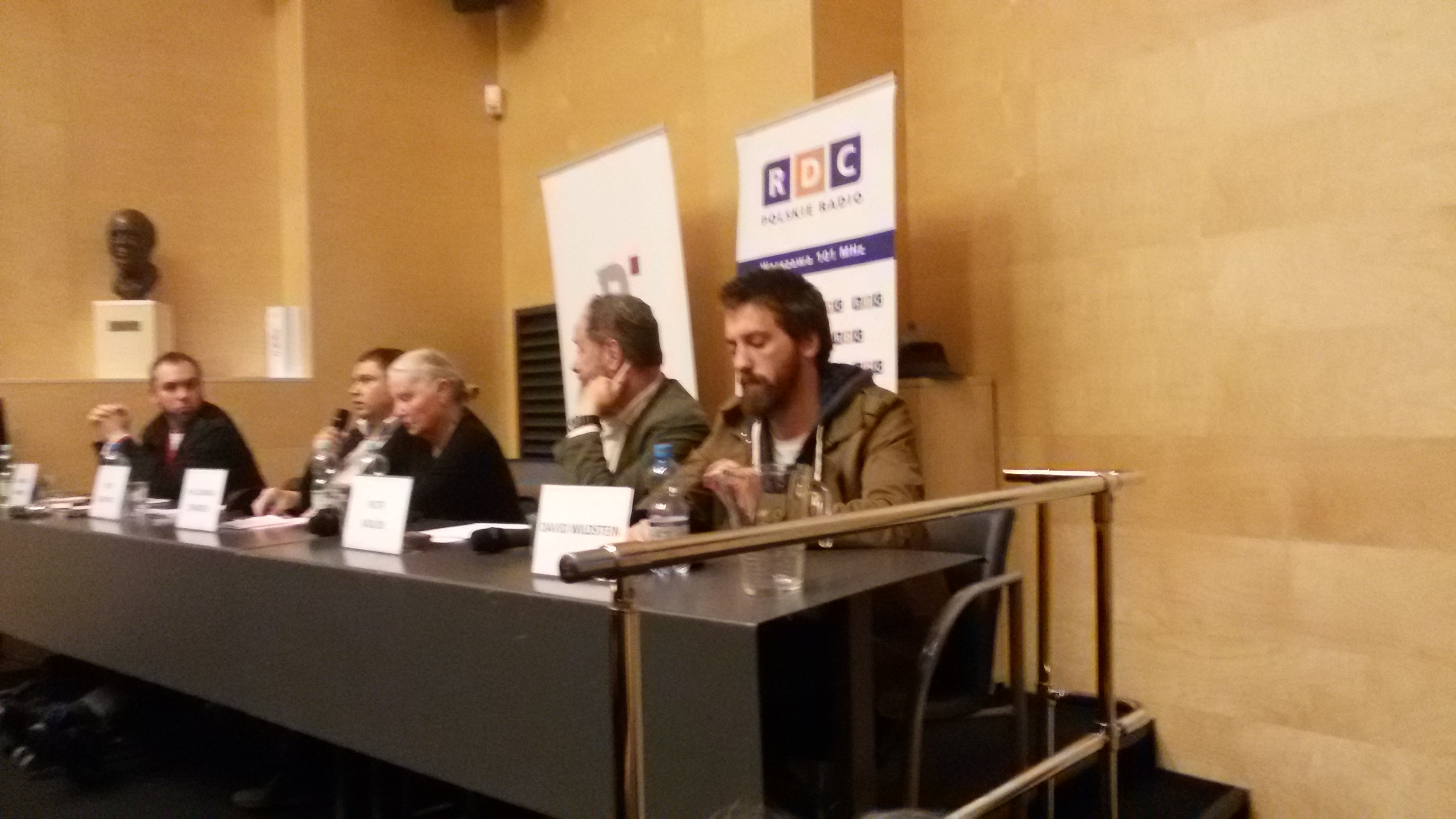
Dawid Wildstein (pierwszy z prawej) podczas dyskusji Antysemityzm prawicy, antysemityzm lewicy w 2015 r.

Urodził się 19 sierpnia 1983 r. w Paryżu jako syn Iwony Galińskiej-Wildstein i Bronisława Wildsteina. Ma brata Szymona (ur. 1988). W 1990 r. zamieszkał w Polsce. Ukończył I Społeczne Liceum w Warszawie, następnie rozpoczął studia filozoficzne w Uniwersytecie Warszawskim.
Podjął pracę dziennikarską, nawiązując współpracę z czasopismami „Fronda”, „Gazeta Polska”, „Gazeta Polska Codziennie” (był wiceszefem działu opinii), „Nowe Państwo”. Jako komentator został gościem „Klubu Ronina”. Podczas trwającego konfliktu na Ukrainie był korespondentem wydarzeń z Euromajdanu. Zaangażował się w akcję pomocy ofiarom wojny w Syrii. Współpracownik Forum Żydów Polskich, inicjator akcji „Warszawa − miasto dwóch powstań”. Od 11 marca 2016 do lipca 2017 r. był szefem redakcji publicystyki Telewizyjnej Agencji Informacyjnej (jego zastępcą został Samuel Pereira). Zastąpiony na tym stanowisku 3 lipca 2017 r. przez Tadeusza Płużańskiego został zastępcą dyrektora TVP1 ds. publicystyki. Do końca 2021 r. był wicedyrektorem biura programowego TVP, po czym objął funkcję pełnomocnika zarządu do spraw TVP Wilno. W maju 2022 r. został zastępcą redaktora naczelnego i dyrektora Polskiego Radia Programu III.

## Odznaczenia i nagrody
- Otrzymał Nagrodę im. Kazimierza Dziewanowskiego Stowarzyszenia Dziennikarzy Polskich za publikacje o problemach i wydarzeniach na świecie przyznaną za rok 2015 za artykuły pt. „Polski cud w Afryce” oraz „Selfie z ajfona. I to ma być tragedia?”, opublikowane na łamach „Gościa Niedzielnego” i „Gazety Polskiej” (za mistrzowską opowieść o tym, jak rządzący przez kilkadziesiąt lat dyktatorzy tracą autorytet i zaufanie swoich obywateli, co ostatecznie prowadzi ich do utraty władzy. To reportaże i dziennikarstwo najwyższej próby)[15].
- Postanowieniem Prezydenta RP Andrzeja Dudy z 7 lipca 2017 r. został odznaczony Srebrnym Krzyżem Zasługi  za zasługi w działalności na rzecz upamiętniania prawdy o najnowszej historii Polski; udekorowany 31 lipca 2017 r.[16][17]